# Desidienus Aemilianus
Desidienus Aemilianus (sein Praenomen ist nicht bekannt) war ein im 3. Jahrhundert n. Chr. lebender Angehöriger des römischen Ritterstandes (Eques).
Durch eine Inschrift, die beim Kastell Vercovicium gefunden wurde und die auf 258 datiert ist, ist belegt, dass Aemilianus Präfekt war. Laut John Spaul war er Präfekt der Cohors I Tungrorum, die in der Provinz Britannia stationiert war.